# Ectropion
 Mise en garde médicale
 (décembre 2017).
Si vous disposez d'ouvrages ou d'articles de référence ou si vous connaissez des sites web de qualité traitant du thème abordé ici, merci de compléter l'article en donnant les références utiles à sa vérifiabilité et en les liant à la section « Notes et références ».
Ectropion est un terme utilisé en ophtalmologie, mais aussi en gynécologie.

## Ophtalmologie
L'ectropion est l'éversion du bord libre de la paupière (paupière inférieure le plus souvent), dont le bord très séparé de la cornée expose largement la conjonctive à l'action de l'air.
L'ectropion peut être congénital ou acquis.
Le traitement est chirurgical, il vise à réappliquer la paupière contre la cornée par un raccourcissement de la longueur de la paupière.

## Gynécologie

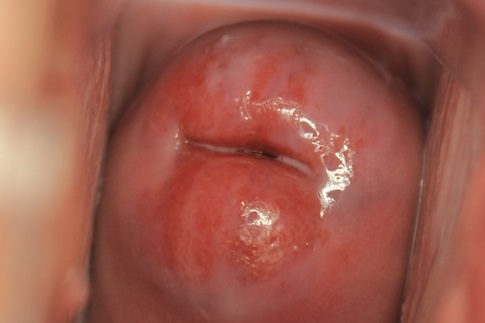
Ectropion au niveau du col de l'utérus (rouge)

L'ectropion est une éversion des cellules glandulaires au niveau du col de l'utérus, généralement observée dans la phase ovulatoire chez les jeunes femmes, durant la grossesse et chez les femmes sous contraceptif oral (augmentation des niveaux d'œstrogène). Il provoque des sécrétions de glaires et parfois des saignements en dehors des menstruations (métrorragie) et après des rapports sexuels à la suite de la rupture des vaisseaux sanguins qui sont très fins dans cette zone. L'éversion se produit lorsque la partie interne de la muqueuse du col dépasse par l'orifice par-dessus la muqueuse de l'exocol. Cette muqueuse interne n'étant pas habituée à l'acidité du microbiote vaginal, elle se met à sécréter du mucus en excès, ce qui peut s'avérer gênant. 
L'ectropion ne se traite que s'il provoque une gêne. Il peut spontanément se résorber. On le soigne par ovules, hormonothérapie, arrêt des contraceptifs oraux, cryothérapie ou par électrocoagulation (intervention consistant à brûler la muqueuse par le biais d'un courant électrique).